# Etmopterus fusus
Etmopterus fusus är en hajart som beskrevs av Last, Burgess och Bernard Séret 2002. Etmopterus fusus ingår i släktet Etmopterus och familjen lanternhajar. IUCN kategoriserar arten globalt som livskraftig. Inga underarter finns listade i Catalogue of Life.